# Cristo Rei de Díli
Cristo Rei de Díli é uma estátua de Jesus que mede 27 metros e está situada sobre um globo terrestre na cidade de Díli, Timor-Leste. Foi projetada por Mochamad Syailillah, conhecido como Bolil. A estátua foi oficialmente inaugurada por Suharto em 1996 como um presente do governo da Indonésia ao povo timorense, tornando-se um dos mais importantes pontos turísticos em Timor-Leste.
A estátua está situada na península de Fatucama com Cristo mirando o oceano. Pode ser alcançada subindo-se uma escadaria de quinhentos degraus.
A ideia de elevar uma estátua de Cristo Rei foi proposta por José Abílio Osório Soares (ex-governador de Timor-Leste) a Suharto (ex-Presidente da República da Indonésia) em lembrança o 20º aniversário da Invasão indonésia de Timor-Leste.
Sua construção, que durou mais de um ano, foi cercada de muita resistência e protestos, já que Timor-Leste ainda se encontrava sob ocupação Indonésia. 
Até o fato da estátua estar voltada para o mar ao invés da população foi motivo de discussão. Contudo, a grandiosidade, a serenidade e a beleza da estátua superaram os preconceitos e hoje esta é um das maiores atrações turísticas de Dili.

## Galeria

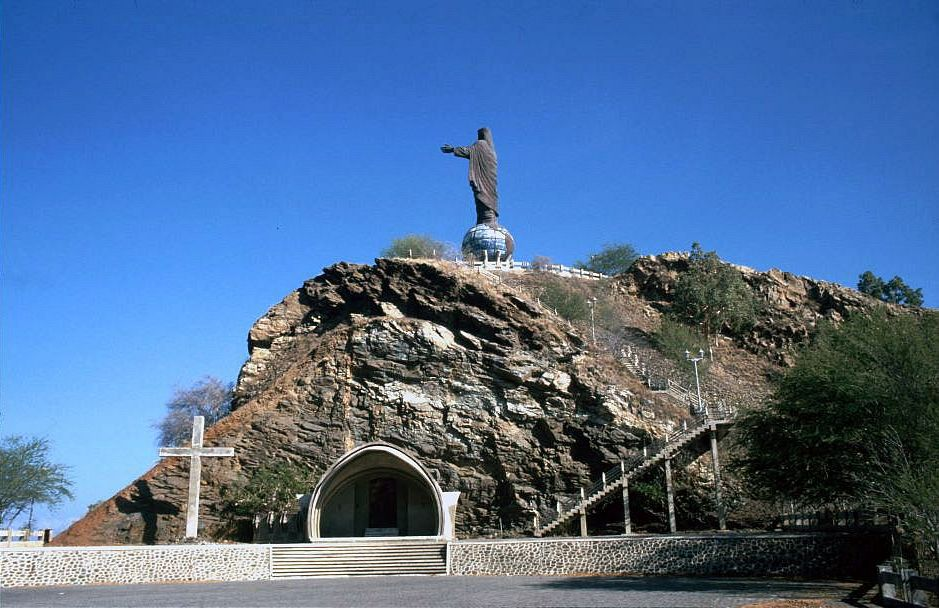
Capela sob a estátua
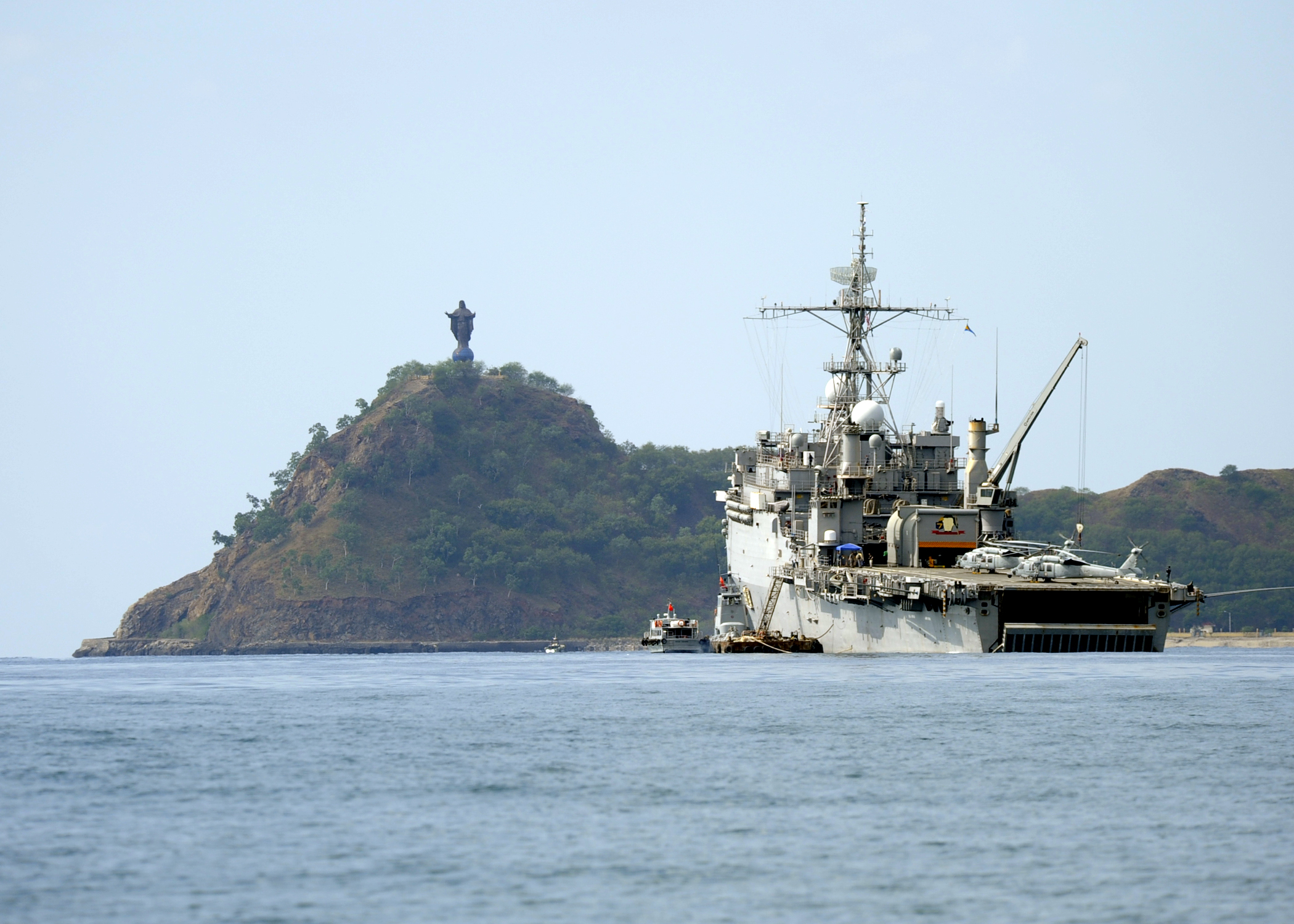
Estátua vista do mar
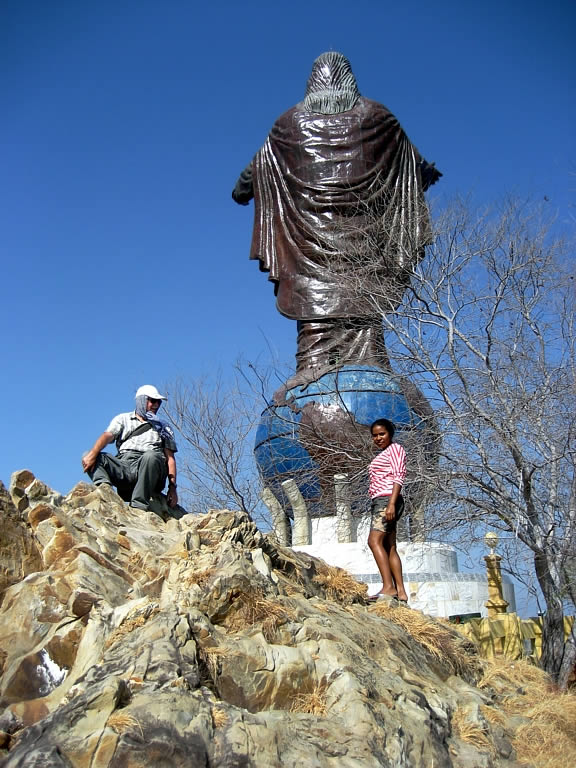
Vista de trás
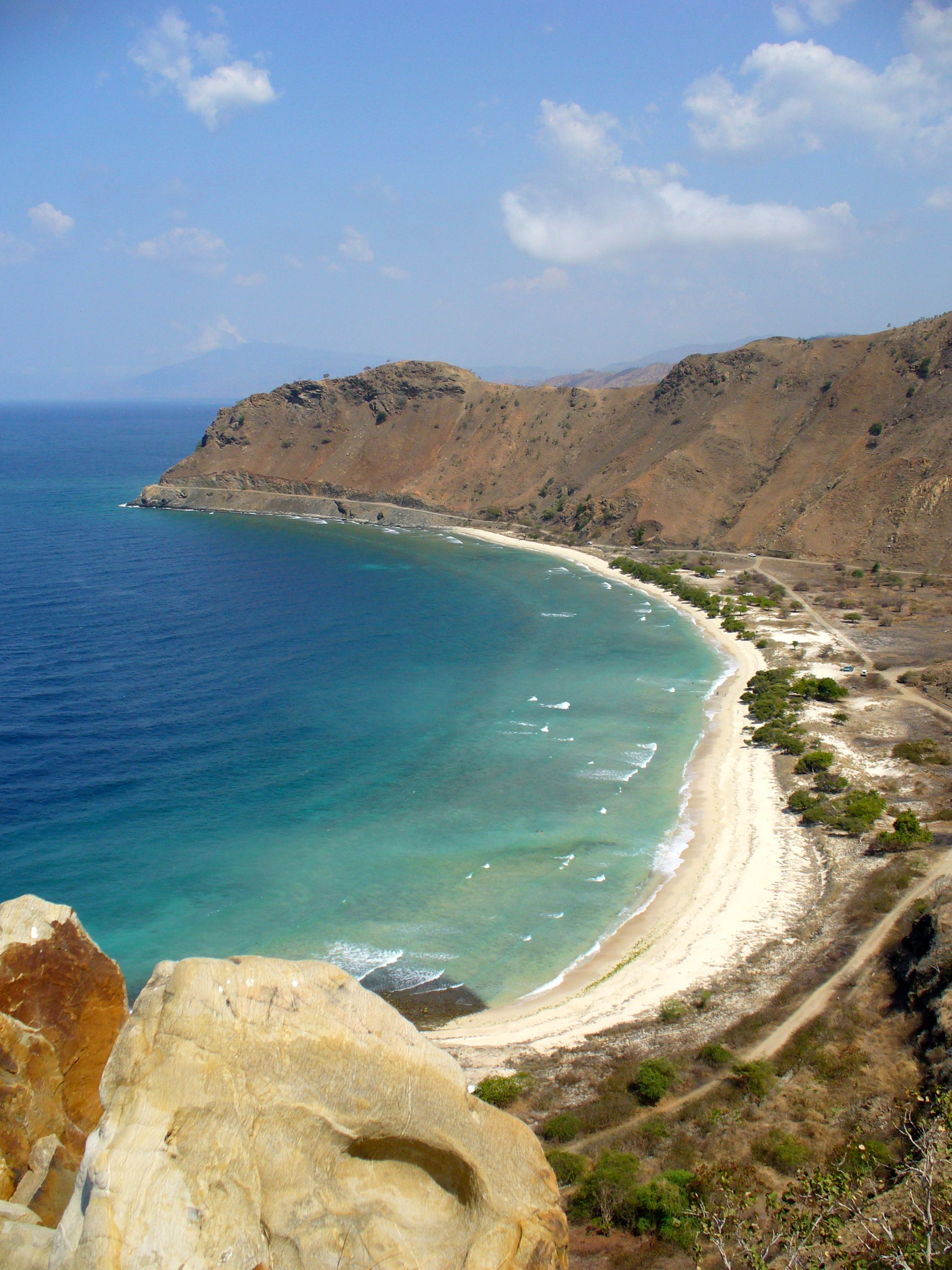
Praia Dolok Oan vista do Cristo
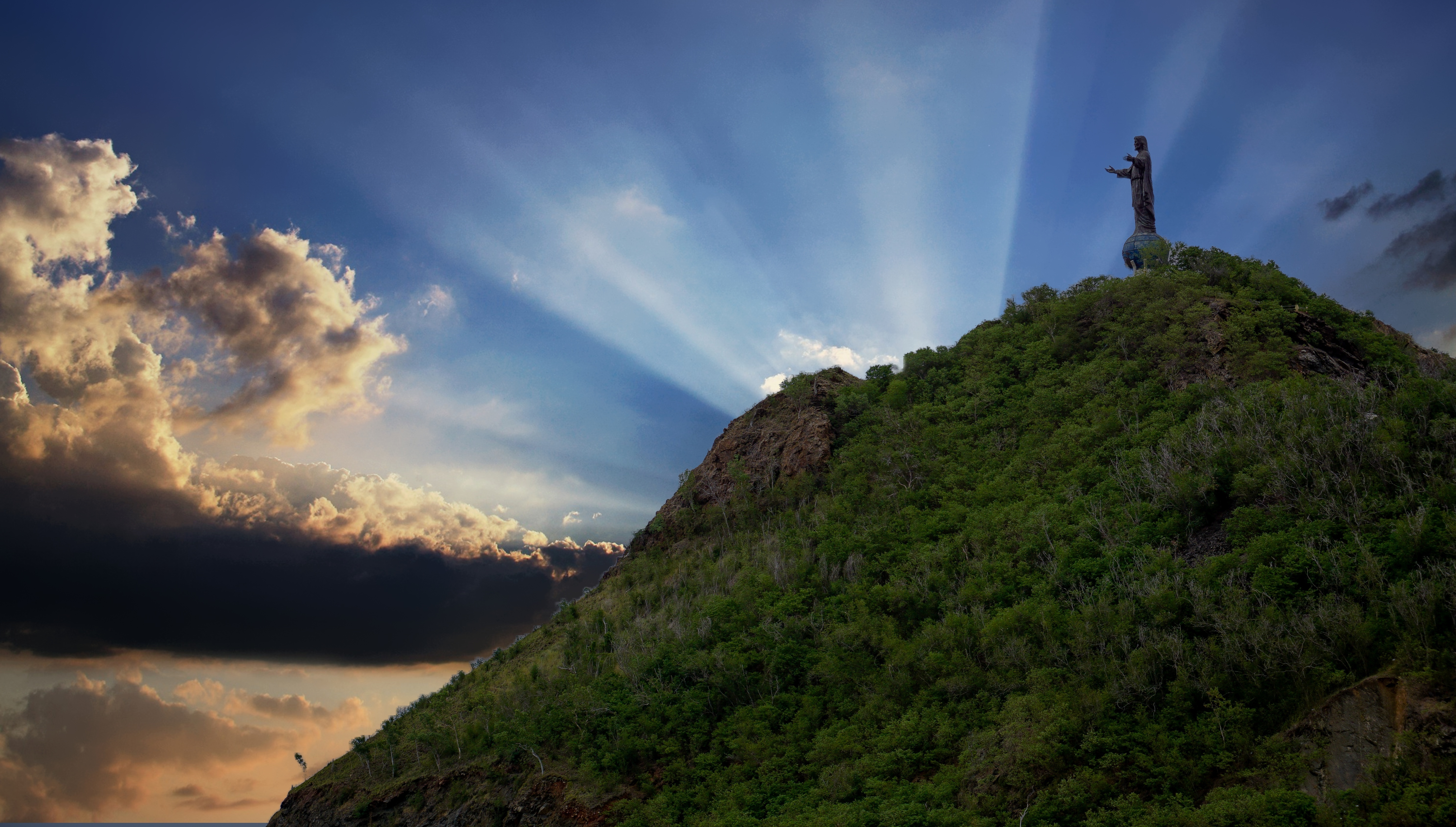
Cristo Rei ao nascer do sol